# 玉掛け

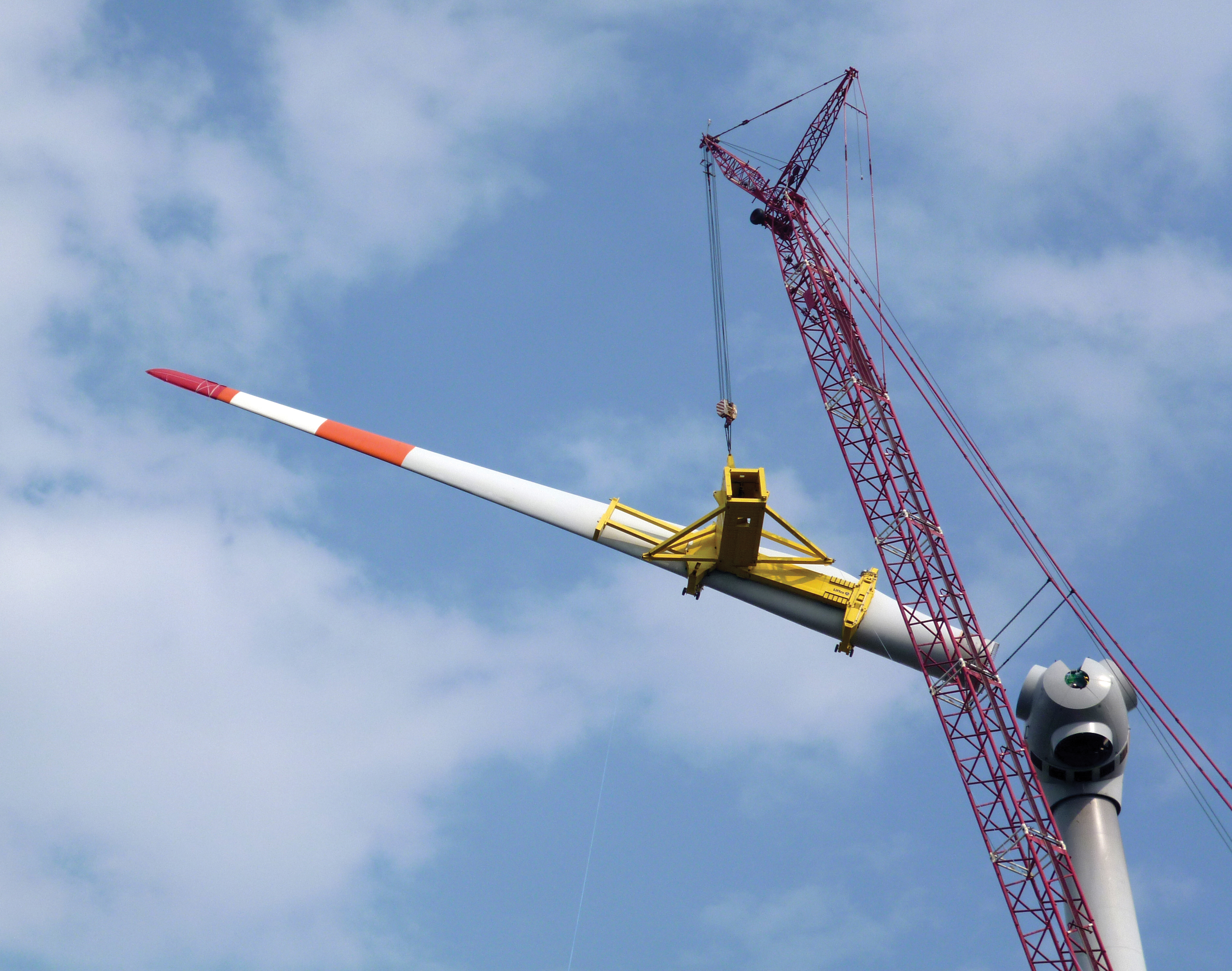

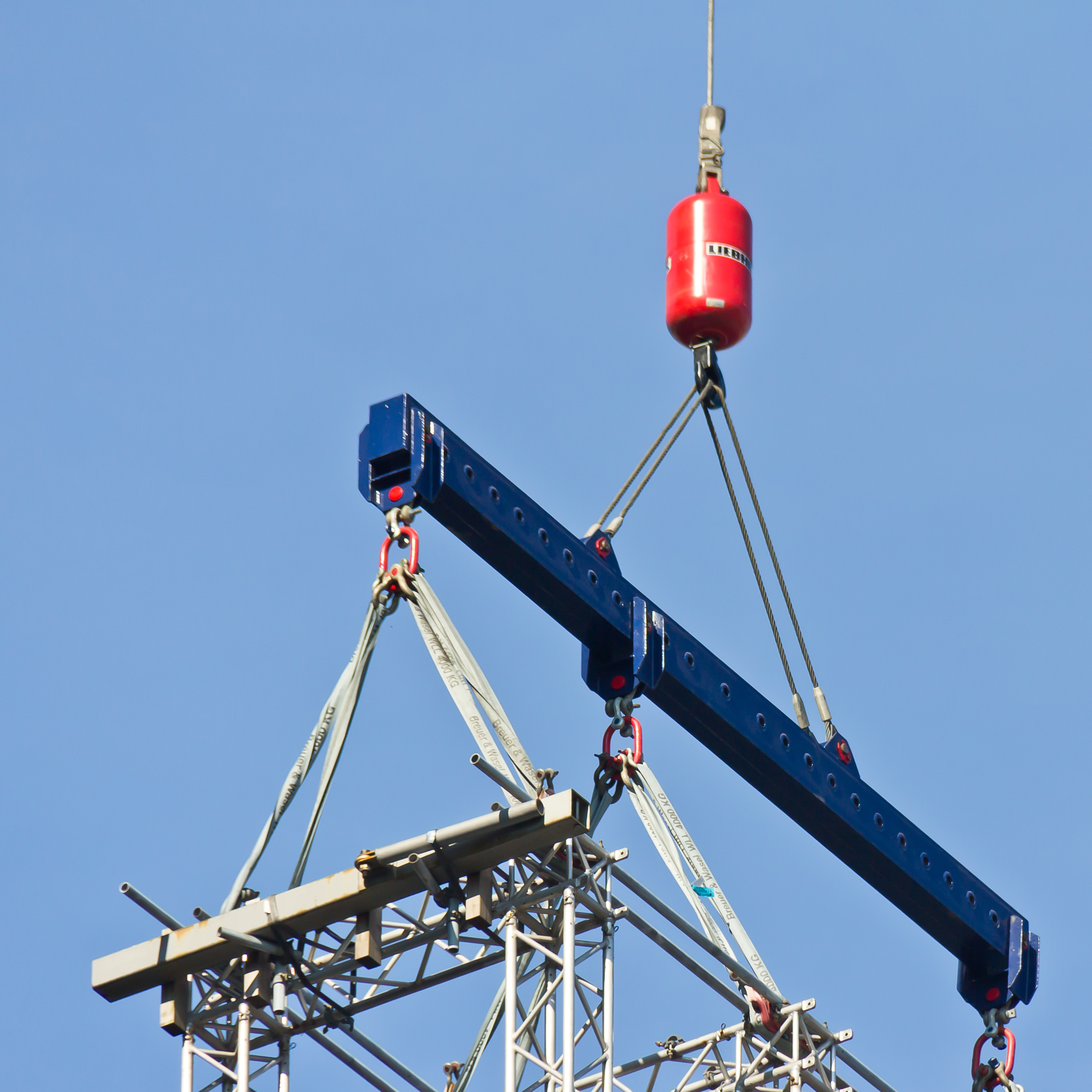

玉掛け（たまかけ, Slinging Operation）は、クレーンなどに物を掛け外しする作業のことである
。なお、法令上の表記は1990年（平成2年）以前は「玉掛」、以後は送りがな付きの「玉掛け」との混在が続いたが、2004年（平成16年）の法令改正により現在は「玉掛け」が統一的な正式表記となっている（ただし、「玉掛用具」のような熟語の場合に送り仮名が略されることがある）。
語源は後述の外部リンクを参照。

## クレーンの運転との関係
直接あるいはワイヤーロープなどで荷物をクレーンなどのフックに掛ける作業を玉掛けとよぶ。ワイヤーなどを掛ける場合はもちろん、外す場合も玉掛け作業に含まれるので、荷物の移動先で掛けた人間と違う人間がワイヤーを外すような場合は外す作業にも資格が必要となる。
一人でクレーン運転をしながら玉掛け作業を行う場合、クレーン運転免許（あるいは技能講習・特別教育）とは別に玉掛けの資格が必要である。ただし、1978年9月30日以前にクレーンなどの免許を取得していた人は玉掛け技能講習相当の資格も有しているとされるので、別途資格は必要ない。

## 就業制限
労働基準法関係
「クレーン、デリック又は揚貨装置の玉掛けの業務（二人以上の者によって行う玉掛けの業務における補助作業の業務を除く。）」については、労働基準法第62条、年少者労働基準規則第8条により18歳未満の者を従事させることができない。同様に労働基準法第64条の3、女性労働基準規則第2条により妊娠中の女性を従事させることができず、出産後1年を経過しない女性がこの業務に従事しない旨を申し出た場合も従事させることができない。
労働安全衛生法関係
労働安全衛生法施行令第20条第16号において「制限荷重が一トン以上の揚貨装置又はつり上げ荷重が一トン以上のクレーン、移動式クレーンもしくはデリックの玉掛けの業務」に就く者を制限している。つまり、荷物の重さにかかわらず、クレーン等の能力が1トン以上の場合に、ワイヤーを掛けたりして、荷物を吊り上げたりさせることに一定の資格（労働安全衛生法に規定する「玉掛け技能講習」の修了者）を要求している。
クレーン等の能力が1トン未満の場合は、労働安全衛生法第59条第3号、労働安全衛生規則第36条第19号に規定する特別教育でよいが、日本ではそのような小さな能力のクレーン等はあまりないため、特別教育の中では需要の少ない項目といえる。また、クレーン等の能力が500キログラム未満の場合は、クレーン等安全規則の適用範囲外（12条）であるが、労働安全衛生法などでは除外されないため、たとえ490キログラムの荷物でも落下事故があると危険であるので、有資格者（玉掛作業者）での作業が必要とされる。

## 作業手順
荷物を吊り上げるに当たり、主な注意事項および作業手順は次の通り。
- 荷物にふさわしい吊具（切断荷重に安全を見込む）を選定して用意する。
- 荷物の重量、重心を勘案して吊具の掛ける位置などを検討する。
- つり上げる前に、実際に使うワイヤーなどの用具に損傷がないか確認する。
- クレーン運転手との合図を確認する。それに従ってクレーンなどを手信号とホイッスル吹鳴により誘導する。
- 荷物を吊り上げたら、地切り（荷物が地面を離れたところ）した段階でクレーンを止め、フックにかかった状態や傾きなどを確認する。
- 周りに人が居ないか確認する。また必要であれば人払いも行う。
- 荷物を目的地へ誘導する。

## 除外される作業
鋳造に使われる取鍋（とりべ、とりなべ）、コンクリートバケット等のごとくつり荷がそれらの一部となっているものを直接クレーン等のフックにかける業務および2人以上の者によって行なう玉掛けの業務における補助作業の業務は含まないとされる。（昭和47年9月18日労働省労働基準局長基発第602号による）